# Ivondrovia seyrigi
Ivondrovia seyrigi är en stekelart som först beskrevs av Granger 1949.  Ivondrovia seyrigi ingår i släktet Ivondrovia och familjen bracksteklar. Inga underarter finns listade i Catalogue of Life.